# Schlacht von Salamis (306 v. Chr.)
Erster Diadochenkrieg (321–320 v. Chr.):
Hellespont
Zwischenzeit (320–319 v. Chr.):
Orkynia – Kretopolis – Nora
Zweiter Diadochenkrieg (319–316 v. Chr.):
Megalopolis – Byzantion – Kopratas – Paraitakene – Gabiene
Dritter Diadochenkrieg (315–311 v. Chr.):
Tyros – Gaza
Babylonischer Krieg (311–309 v. Chr.)
Vierter Diadochenkrieg (309–301 v. Chr.):
Salamis – Rhodos – Ipsos
Fünfter Diadochenkrieg (288–286 v. Chr.)
Sechster Diadochenkrieg (282–281 v. Chr.):
Kurupedion
Die Schlacht von Salamis war eine auf und vor der Insel Zypern ausgetragene militärische Auseinandersetzung im Jahr 306 v. Chr. Die Kämpfe konzentrierten sich um die zypriotische Stadt Salamis und da sie sowohl zu Land als auch zu Wasser ausgetragen wurden, wird diese Auseinandersetzung häufig auch als „Doppelschlacht“ bezeichnet.
Als ein militärischer Höhepunkt des vierten Diadochenkrieges gehört sie zu den wichtigsten Ereignissen des Zeitalters der Diadochen, das auf den Tod Alexanders des Großen im Jahr 323 v. Chr. gefolgt war. Der Sieg des Demetrios Poliorketes über Ptolemaios (I.) von Ägypten veranlasste seinen Vater Antigonos Monophthalmos zur Annahme des Königtitels als allein rechtmäßigem Nachfolger Alexanders in dem von diesem eroberten Weltreich.
Diese Schlacht ist nicht zu verwechseln mit der ebenfalls bedeutenden Schlacht von Salamis im Jahr 480 v. Chr. zwischen Griechen und Persern während der Perserkriege.

## Hintergrund
Seit dem Tod Alexanders im Jahr 323 v. Chr. befanden sich dessen Generäle, „Nachfolger“ (Diadochen) genannt, in einem unablässigen Bürgerkrieg um die Vorherrschaft in dessen Weltreich. Die makedonische Königsdynastie war in sich zerstritten, die Könige Philipp III. Arrhidaios und Alexander IV. Aigos galten als geistesschwach oder waren unmündig und deshalb regierungsunfähig. In diesen von mannigfaltigen Koalitionen geprägten Kriegen, die nur von kurzen Friedensphasen unterbrochen wurden, stritten in ihrer Frühphase die Anhänger eines auf Einheit und Erhalt bedachten Alexanderreichs gegen die Vertreter partikularistischer Interessen, die das Reich zu ihren Gunsten aufzuteilen beabsichtigten.
Bis zum Jahr 306 v. Chr. war das alte makedonische Königshaus ausgerottet und das Reich faktisch in mehrere Interessensphären der Diadochen zerfallen. Die wichtigsten waren das Makedonien des Kassander, das Ägypten des Ptolemaios, Thrakien unter Lysimachos und Mesopotamien unter Seleukos. Der letzte zu nennende Kriegsherr war Antigonos Monophthalmos, der seit dem Ende des dritten Diadochenkriegs 311 v. Chr. die Regionen Kleinasien, Syrien und Palästina beherrschte. Unter den Diadochen ragte Antigonos deshalb heraus, weil er der einzig verbliebene war, der einen Erhalt des Reichs Alexanders unter seiner eigenen Königsherrschaft anstrebte.
Um das Jahr 309 v. Chr. flammten die Konflikte zwischen den Diadochen zum vierten Diadochenkrieg wieder auf, der in den Konstellationen des dritten geführt wurde. Das heißt, Antigonos kämpfte gegen alle anderen gegen ihn verbündeten Diadochen. Dazu entsandte er 307 v. Chr. seinen Sohn Demetrios Poliorketes mit einer großen Flottenmacht nach Griechenland, der dort fast alle hellenischen Poleis unter seine Herrschaft bringen konnte, einschließlich Athen. Weil Demetrios von Griechenland aus Druck auf den in Makedonien herrschenden Kassander ausüben konnte, wurde dieser einstweilen für Antigonos neutralisiert. Letzterer beabsichtigte nun, sich gegen den in Ägypten herrschenden Ptolemaios zu wenden, ihn zu vernichten und damit das reiche Nilland dem antigonidischen Herrschaftsraum einzuverleiben. Immerhin hatte einst Alexander dieses Land für sein Weltreich erobert, dessen Thron Antigonos anstrebte, und der Statthalter Ptolemaios hatte sich von Anfang an als Störer der Reichseinheit erwiesen.
Ptolemaios hatte in den Jahren seit Alexanders Tod eine stabile Herrschaft in Ägypten errichtet und sich mittels einer hochgerüsteten Flotte und der Eroberung Zyperns 313 v. Chr. eine starke Machtstellung auf See gesichert, mit der er seinen Einfluss auf die Küste Kleinasiens und bis in die Ägäis geltend machen konnte. Um diesen Feind endgültig zu besiegen, befahl Antigonos im Frühjahr 306 v. Chr. seinem Sohn, mit seiner Flotte gegen Zypern zu segeln.

## Verlauf

### Demetrios – von Athen nach Zypern

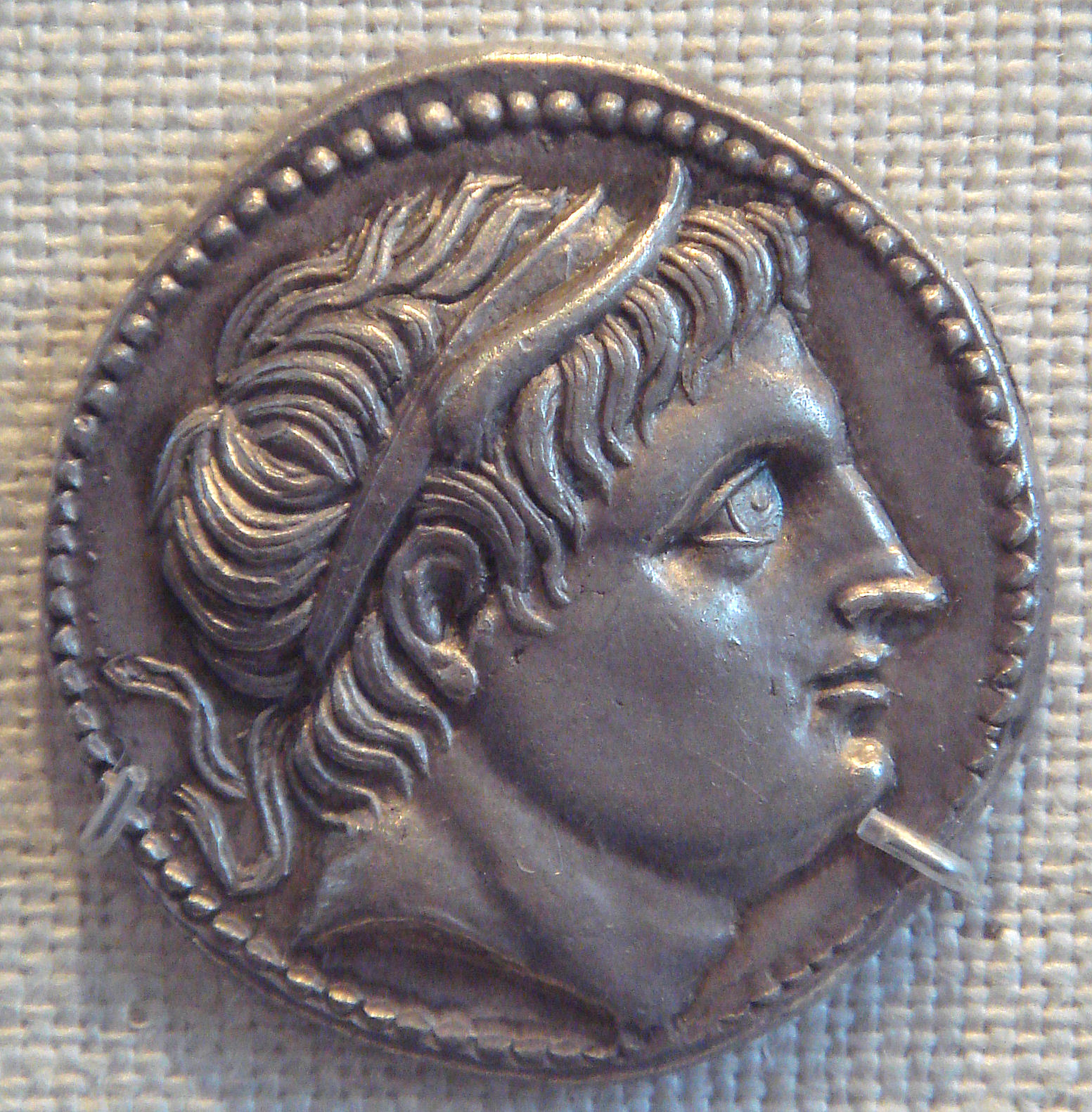
Demetrios Poliorketes. Die Hörner auf seinem Kopf symbolisieren seine Nähe zu dem Meeresgott Poseidon.

Demetrios kam dem Befehl seines Vaters umgehend nach und ging mit seiner Flotte von Piräus aus in See. Mit der Zwischenstation Karien steuerte er die Insel Rhodos an, deren Bewohner samt deren Flotte er nicht zu einer Teilnahme am Krieg bewegen konnte. Die Rhodier hatten die ganze Zeit der Diadochenkriege über eine neutrale Haltung unter den Konfliktparteien eingenommen und vor allem damit ihre Stellung als eine unabhängige Handelsmacht aufbauen können. Ihre Verweigerungshaltung gegenüber Demetrios aber brachte ihnen die Feindschaft des Antigonos ein, der sich der Insel später eingehend zu widmen beabsichtigte.
Von Rhodos segelte Demetrios nach Kilikien weiter, wo er zusätzliche Schiffe und Krieger aufnahm. Seine Streitmacht umfasste nun 25.000 Infanteristen, 400 Kavalleristen und Kriegsgerät aller Art auf mehr als 110 schnellen Triremen (Dreiruderer), 53 schweren Transportschiffen sowie einer hohen Anzahl weiterer kleinerer Frachtschiffe. Die größten Kriegsschiffe, über die er verfügte, waren Siebenruderer. Mit dieser Flotte nahm er nun direkten Kurs auf Zypern.

### Die Feldschlacht
Demetrios ließ seine Flotte direkt an der Spitze der Halbinsel Karpas in der Nähe des Ortes Karpasia anlegen, im Nordosten Zyperns. Hier ließ er seine Truppen an Land gehen und die Landestelle mit einem befestigten Lager absichern, bestehend aus einem Palisadenwall und einem tiefen Graben. Kaum war dies getan, nahm er die nahen Ortschaften Karpasia und Uriana im Sturm. Sie und das Lager sicherte er mit einer adäquaten Mannschaft, um mit seiner Hauptstreitmacht weiter nach Salamis zu marschieren. Diese Stadt war die größte an der Ostküste Zyperns und das Hauptquartier des ptolemäischen strategos der Insel, Menelaos, der ein Bruder des Ptolemaios selbst war.
Menelaos war die Landung des Feindes auf der Insel nicht entgangen, dennoch hatte er zunächst mit seinen Truppen den weiteren Gang der Dinge in Salamis abgewartet. Erst als Demetrios bis auf eine Distanz von vierzig Stadien an die Stadt herangerückt war, verließ er mit 12.000 Infanteristen und 800 Kavalleristen die Stadtmauern, um sich zur Feldschlacht zu stellen. Die Schlacht verlief so schnell wie eindeutig. Demetrios schlug die Truppen des Menelaos nach kurzem Kampf in die Flucht, tötete um die 1.000 von ihnen und nahm etwas mehr als 3.000 gefangen. Menelaos verschanzte sich nun mit seinen restlichen Männern in Salamis, ließ die Stadtmauern mit Soldaten sowie Geschossen bewehren und suchte auch durch weitere Verteidigungsmaßnahmen der sich anbahnenden Belagerung standzuhalten.
Da die gefangengenommenen Soldaten nicht unter ihm dienen wollten, sondern – allerdings vergeblich – zu ihrem alten Herrn zurückzufliehen suchten, und auch weil er keine Kräfte zu ihrer Versorgung abstellen wollte, ließ Demetrios sie stattdessen nach Syrien transportieren, damit sie von seinem Vater beim Bau der am Fluss Orontes neuanzulegenden Stadt Antigoneia eingesetzt werden konnten.

### Die Belagerung von Salamis

Das antike Zypern und seine Stadtkönigreiche.

Nun konnte Demetrios die Belagerung von Salamis angehen und riegelte die Landseite der Stadt mit seinen Truppen vollständig ab. Allerdings unterließ er dabei gleichzeitig die Durchführung dieser Maßnahme von der Seeseite durch seine Flotte ausführen zu lassen, was Menelaos die Möglichkeit einräumte eine Nachricht zu seinem Bruder nach Ägypten zu schicken, mit der Bitte um dringende Unterstützung. Ob dies dem Leichtsinn des Demetrios geschuldet war oder seiner Berechnung, Ptolemaios so aus Ägypten heraus zu einem Entscheidungskampf zu locken, kann nur spekulativ bleiben. Jedenfalls konzentrierte er sich zunächst ganz auf die Belagerung von Salamis, wobei er sein bereits im Jahr zuvor in Griechenland zu Tage getretenes Talent für die Städtebelagerung (woher sein Beiname, „der Belagerer“, griech. Πολιορκητής / Poliorketes) zu Geltung bringen konnte.
Bereits auf seinen Schiffen hatte Demetrios Katapulte und Ballisten jeder Art mit sich geführt, die er nun vor die Stadt bringen ließ. Diesen Fuhrpark beabsichtigte er durch den Bau weiterer Maschinen während der Belagerung zu erweitern, wofür er eigens Ingenieure und Spezialisten für Holz- und Metallbau sowie Rohstoffe wie Eisen und Holz aus Asien einführen ließ. Mit ihrer Hilfe erbaute er allerhand neues und vor allem in der griechischen Antike noch nie gesehenes Gerät. Berühmt wurde dabei ein gewaltiger Turm mit einer Seitenlänge von je 45 Ellen (ca. 16 m) und einer Höhe von 90 Ellen (40–42 m), unterteilt in neun Stockwerke. Auf vier Rädern mit einem Durchmesser von neun Ellen konnte diese Helepolis („Stadteinnehmerin“) an die Mauern von Salamis gebracht werden, die in ihren unteren Stockwerken die mit bis zu drei Talenten schwersten Ballisten, in den mittleren die großen Katapulte und ihn ihrem höchsten die leichten Geschütze beherbergte. Für die Bedienung dieser Maschine mussten eigens 200 Mann abgestellt werden. Des Weiteren ließ Demetrios zwei große Rammböcke samt je einer Schutzbehausung bauen. Bei späteren Gelegenheiten sollte er noch größere Türme als die Helepolis von Zypern errichten und damit unter anderem, wenn auch unfreiwillig, das Baumaterial für den Koloss von Rhodos liefern.
Mehrere Tage lang ließ Demetrios seine Maschinen gegen die Mauern von Salamis führen, stieß dabei auf erbitterten Widerstand, konnte aber schließlich eine Bresche in die Stadtmauer schießen. Das baldige Ende vor Augen führte Menelaos deshalb eines Nachts einen Ausfall durch, indem er die Maschinen in Brand schießen ließ. Alle drei konnten von Demetrios nicht mehr gerettet werden und brannten nieder. Diesen Verlust verschmerzend setzte er dennoch die Belagerung fort im Wissen, dass die Zeit für ihn spielte. Denn mittlerweile hatte er auch seine Flotte vor die Stadt aufziehen lassen.

Ptolemaios war ein Gefährte Alexanders des Großen und ein langjähriger Rivale von Antigonos Monophthalmos und Demetrios Poliorketes.

### Ptolemaios – von Alexandria nach Zypern
Inzwischen hatte Ptolemaios die Nachricht seines Bruders erhalten und hatte darauf mit seinen Seestreitkräften von Alexandria aus Kurs Richtung Zypern genommen. Mit sich führte er eine größere Landstreitmacht, mit der Salamis von Land aus entsetzt werden sollte. Statt direkt nach Salamis zu segeln legte er zunächst in Paphos an der Westküste an, wo sich ihm mehrere Schiffe seiner zypriotischen Vasallenstädte anschlossen. Mit einer Streitmacht von 140 kriegsfähigen Schiffen, von denen die größten Quinqueremen (Fünfruderer) und die kleinsten Quadriremen (Vierruderer) waren, und mehr als 200 Transportern segelte er anschließend nach Kition (lat. Citium, heute Larnaka), von wo aus er einige Truppen über Land nach Salamis ziehen ließ, die seinem Bruder seine Ankunft signalisieren sollten. Ptolemaios hoffte darauf, dass sein Bruder seine im Hafen von Salamis ankernden 60 Schiffe kampfbereit machen würde, wodurch ihre Flotte auf insgesamt 200 Kriegsschiffe anwachsen sollte. Von Kition setzte Ptolemaios seine Flotte nun nach Salamis im Eiltempo in Marsch, in der Hoffnung die Stadt noch vor der Flotte des Demetrios erreichen und sich mit den Schiffen seines Bruders vereinen zu können. Denn er glaubte fälschlich, dass sich die Flotte des Demetrios nicht in der Nähe der Stadt, sondern noch an ihrer Landestelle befände.
Laut Plutarch soll Ptolemaios dem Demetrios ein Ultimatum zum Verlassen der Insel gestellt haben, das dieser mit dem Gegenangebot konterte, Ptolemaios ungeschoren ziehen zu lassen, wenn dieser ihm die Städte von Korinth und Sikyon aushändige. Umgehend übergab Demetrios die Belagerung einem seiner Offiziere, um eiligst seine Flotte kampftauglich zu machen, die unterdessen von sieben phönizischen Schiffen verstärkt worden war.

### Schlachtaufstellung
Demetrios hatte mit seiner Flotte als erster Salamis erreicht, deren Hafenausfahrt er umgehend blockierte, um den Schiffen des Menelaos die Ausfahrt zu versperren. Außerdem ließ er seine Kavallerie am Ufer Position beziehen, um nötigenfalls an Land schwimmende Schiffbrüchige zu retten. Als die Flotte des Ptolemaios von Süden kommend die zypriotische Küste hinauffuhr, steuerte Demetrios ihm entgegen. Zur Bewachung des Hafens ließ er zehn Fünfruderer unter dem Kommando von Antisthenes zurück.
Etwas südlich von Salamis hatte Demetrios seine Flotte, insgesamt wohl 180 Schiffe, Schlachtaufstellung beziehen lassen. Seine gesamte Offensivkraft legte er dabei in seinen linken Flügel, den er in zwei Schlachtreihen unterteilte. Die vordere Linie mit den phönizischen und attischen Großkampfschiffen vertraute er dem Kommando des Medios von Larissa an, während er selbst die hintere Linie mit 20 Schiffen anzuführen gedachte. In das Zentrum positionierte er seine leichten Schiffe und auf den rechten Flügel wieder schwerere Schiffe für den Flankenschutz.
Nachdem Ptolemaios einige Zeit vergeblich auf die Schiffe seines Bruders gewartet hatte, beschloss er, bei Nacht raschen Kurs auf die Stadt zu nehmen, um überraschend in den Hafen von Salamis einzulaufen und dort seine Flotte mit der seines Bruders zu vereinen. Doch als der Morgen anbrach bemerkte er, dass Demetrios ihn bereits mit seiner voll zum Kampf aufgestellten Flotte erwartete. So bereitete er sich auf die entscheidende Schlacht vor, wobei er seine größten Kriegsschiffen auf dem linken Flügel positionierte, den er selbst befehligen wollte. Seine Transportschiffe sollten sich im gebührenden Abstand hinter der Linie der Kampfschiffe positionieren.
| Die Schlachtaufstellung nach Diodor: |                                           |                                      |                                                                                            |
| zypriotische Küste                   | rechter Flügel (Hegesippos und Pleistias) | Zentrum (Themison und Marsyas)       | linker Flügel (Demetrios und Medios)                                                       |
| zypriotische Küste                   | mehrere Schiffe (unbekannter Anzahl)      | leichte Schiffe (unbekannter Anzahl) | 10 Sechsruderer und 10 Fünfruderer 7 phönizische Siebenruderer und 30 attische Vierruderer |
| zypriotische Küste                   | schwere Schiffe (unbekannter Anzahl)      | mehrere Schiffe (unbekannter Anzahl) | mehrere Schiffe (unbekannter Anzahl)                                                       |
| zypriotische Küste                   | linker Flügel (Ptolemaios)                | Zentrum                              | rechter Flügel                                                                             |

### Die Seeschlacht
Wie vor jeder Schlacht üblich, beteten bei beiden Kriegsparteien zunächst die Herolde für den Sieg ihrer Seite zu den Göttern. Als beide Flotten nur noch drei Stadien voneinander entfernt waren, ließ Demetrios durch Erheben seines goldenen Schildes den Kampf eröffnen.
Zuerst bekämpften sich die Feinde durch Pfeilschüsse und das Abschleudern von Steinen von ihren Ballisten. Nachdem sich die Schiffe ineinander verharkten, wurde der Enterkampf aufgenommen, wobei auf beiden Seiten die regulären Krieger von den Rudermannschaften ihrer Schiffe verstärkt wurden. Wie in der antiken Seekriegsführung üblich, wurde auch hier vom Einsatz der Rammsporne reichhaltig Gebrauch gemacht. Der an Bord eines seiner Siebenruderer kämpfende Demetrios soll sich den Worten Diodors nach persönlich äußerst tapfer seiner Feinde erwehrt haben, nachdem seine drei Leibwächter von einer Überzahl von Gegnern eliminiert worden waren. Schließlich gelang es ihm, auf seinem linken Flügel die Formation des ihm gegenüberliegenden rechten des Ptolemaios zu zerschlagen, dessen Schiffe zu versenken, zu kapern oder in die Flucht zu schlagen. Damit gewann er den taktischen Vorteil für sich, da er nun mit seinem Flügel das Zentrum des Gegners in dessen nun offener Flanke umfassen konnte. Demetrios verfügte auf seinem Flügel über genug Schiffe, um diese Umfassungsbewegung so weitreichend gestalten zu können, dass auch die in einigem Abstand befindlichen Transportschiffe seines Gegners erfasst werden konnten. Mit seinem der Bewegung folgenden Zentrum ging er nun also daran, die Flotte des Ptolemaios gegen die Küste Zyperns zu drängen, was einem tödlichen Stoß gleichkam.
Obwohl auf der Gegenseite Ptolemaios auf seinem linken Flügel ebenfalls den Kampf gegen sein Gegenüber siegreich gestalten konnte, erkannte er die sich anbahnende Entwicklung, in der seine Flotte in zunehmender Manövrierunfähigkeit an die Küste gedrängt wurde. Darüber hinaus war ihre Formation in der Auflösung befindlich, da Demetrios mit seinem Flügel ihre Reihe von der rechten Flanke her aufrollen konnte. Der sich anbahnenden Niederlage bewusst, nahm Ptolemaios mit seinem Admiralsschiff darauf die Flucht nach Kition auf und überließ letztlich Demetrios einen deutlichen Gesamtsieg in dieser wichtigsten Seeschlacht der Diadochenkriege.
Fast zeitgleich dazu war es den 60 Schiffen des Menelaos unter dem Kommando des Menoitios gelungen, die Hafenblockade zu durchbrechen. Sie erreichten allerdings erst nach dem Ende der Schlacht den Kriegsschauplatz und kehrten daher sofort wieder nach Salamis zurück.

### Verluste und Beute
Nach der Darstellung Diodors hatte Ptolemaios einen Großteil seiner Flotte verloren, da sein Gegner 8.000 auf mehr als 100 Frachtschiffen verteilte Männer gefangen nehmen konnte, außerdem 40 Kampfschiffe ziemlich unversehrt und weitere 80 in beschädigtem Zustand erbeutete. Auf der anderen Seite soll Demetrios nur 20 Kriegsschiffe eingebüßt haben. Plutarch macht andere Angaben zu den Verlusten und behauptet, dass Ptolemaios nur acht seiner Schiffe habe retten können, welche Zahl der Historiker Werner Huß für einigermaßen zuverlässig hält. Neben einer großen Anzahl an Schiffen und Kriegsgefangenen fielen Demetrios außerdem die Kriegskasse sowie mitgereiste Damen, Freunde und Familienmitglieder des Ptolemäers in die Hände. Darunter befanden sich unter anderem die bekannte Hetäre Lamia, die Demetrios später zu seiner Geliebten machte, und Leontiskos, ein Sohn des Ptolemaios.
Wie vor allem Plutarch mehrfach erwähnte, war die langjährige Gegnerschaft zwischen Ptolemaios und Demetrios durch Fairness, Humanität und gegenseitigen Respekt geprägt. Als einige Jahre zuvor der alte Alexanderveteran Ptolemaios dem jungen Demetrios in der Schlacht von Gaza (312 v. Chr.) eine Lehrstunde erteilt hatte, ließ er diesem darauf alle gefangengenommenen Männer und Freunde, sowie den erbeuteten Tross bedingungslos wieder zukommen. Demetrios hatte dies nur wenig später vergelten können, indem er nach seinem Sieg bei Myus (Frühjahr 311 v. Chr.) die gefangen genommenen Männer des Ptolemaios sofort wieder frei ließ. Auch nach Salamis blieb Demetrios dieser Haltung treu und sandte die Gefangenen und das erbeutete Gut nach Ägypten zurück, bis auf 1.200 erbeutete Rüstungen, die er der Bevölkerung von Athen zum Geschenk machte. Die gefallenen Gegner ließ er gemeinsam mit seinen eigenen ehrenvoll bestatten. Ptolemaios sollte einige Jahre später Gelegenheit haben diese Gesten zu vergelten.

## Folgen
Nachdem Ptolemaios nach seiner Niederlage fluchtartig nach Ägypten gesegelt war kapitulierte auch Menelaos und händigte Salamis an Demetrios aus. Er und seine Männer erhielten freies Geleit um sich ebenfalls nach Ägypten absetzen zu können. In der Folge wechselten dem Gebot der Stunde folgend auch die Könige der anderen Inselstädte in die Vasallität zu Demetrios über, womit ganz Zypern in den Machtbereich der Antigoniden überging. Da Ptolemaios nahezu seine gesamte Flotte verloren hatte, büßte er mit einem Schlag auch seine zuvor innegehaltene Seemachtstellung im östlichen Mittelmeer ein, die nun wiederum von Demetrios eingenommen wurde. Der hatte seinem im syrischen Antigoneia weilenden Vater sofort über Aristodemos von Milet die Siegesbotschaft zukommen lassen. Antigonos fasste den Sieg seines Sohnes als göttliches Zeichen auf, das er als Legitimierung seines Anspruches auf die Nachfolge Alexanders deutete. In einem Festakt band er sich darauf selbst ein Diadem um den Kopf und betrachtete sich fortan als rechtmäßiger König des von Alexander eroberten Weltreichs. Zugleich ließ er ebenfalls ein Diadem an Demetrios zukommen, der somit zu seinem Mitkönig erhoben wurde.
Der Sieg von Salamis hatte allerdings keine freiwillige Unterwerfung der letzten unabhängigen Diadochen unter die antigonidische Herrschaft zur Folge, stattdessen beabsichtigten Kassander, Lysimachos und Ptolemaios ihren Widerstand gegen Antigonos fortzusetzen. Um sein Königtum zu behaupten, musste dieser also den Krieg bis zu einem Endsieg weiterführen, wofür unter anderem auch ein direkter Angriff auf Ägypten vonnöten war. Der aber scheiterte bis zum Frühjahr 305 v. Chr. trotz einer kombinierten Offensive zu Land und zu See an widrigen Wetterbedingungen und der jährlichen Nilschwemme, womit Ptolemaios nur knapp seine Herrschaft in Ägypten bewahren konnte. Er und die anderen Diadochen nahmen darauf ebenfalls den Königstitel an und wiesen damit den Alleinherrschaftsanspruch des Antigonos zurück. Demetrios segelte darauf nach Griechenland zurück, wobei er auf Befehl seines Vaters die Belagerung von Rhodos aufnahm, deren Einnahme letztlich aber ebenso scheiterte wie zuvor die von Ägypten. Noch mehrere Jahre kämpfte Antigonos gegen die anderen Diadochen um das Alexanderreich, bis es mit ihm in der Schlacht von Ipsos 301 v. Chr. sein endgültiges Ende fand.
Die Herrschaft über Zypern trug maßgeblich zum Überleben des Demetrios als „Seekönig“ in der Zeit nach Ipsos bei. Erst 295/94 v. Chr. gelang Ptolemaios die Rückeroberung Zyperns, das nun bis zur Abtretung an Rom 58 v. Chr. dem Ptolemäerreich angehörte.

## Künstlerische Rezeption

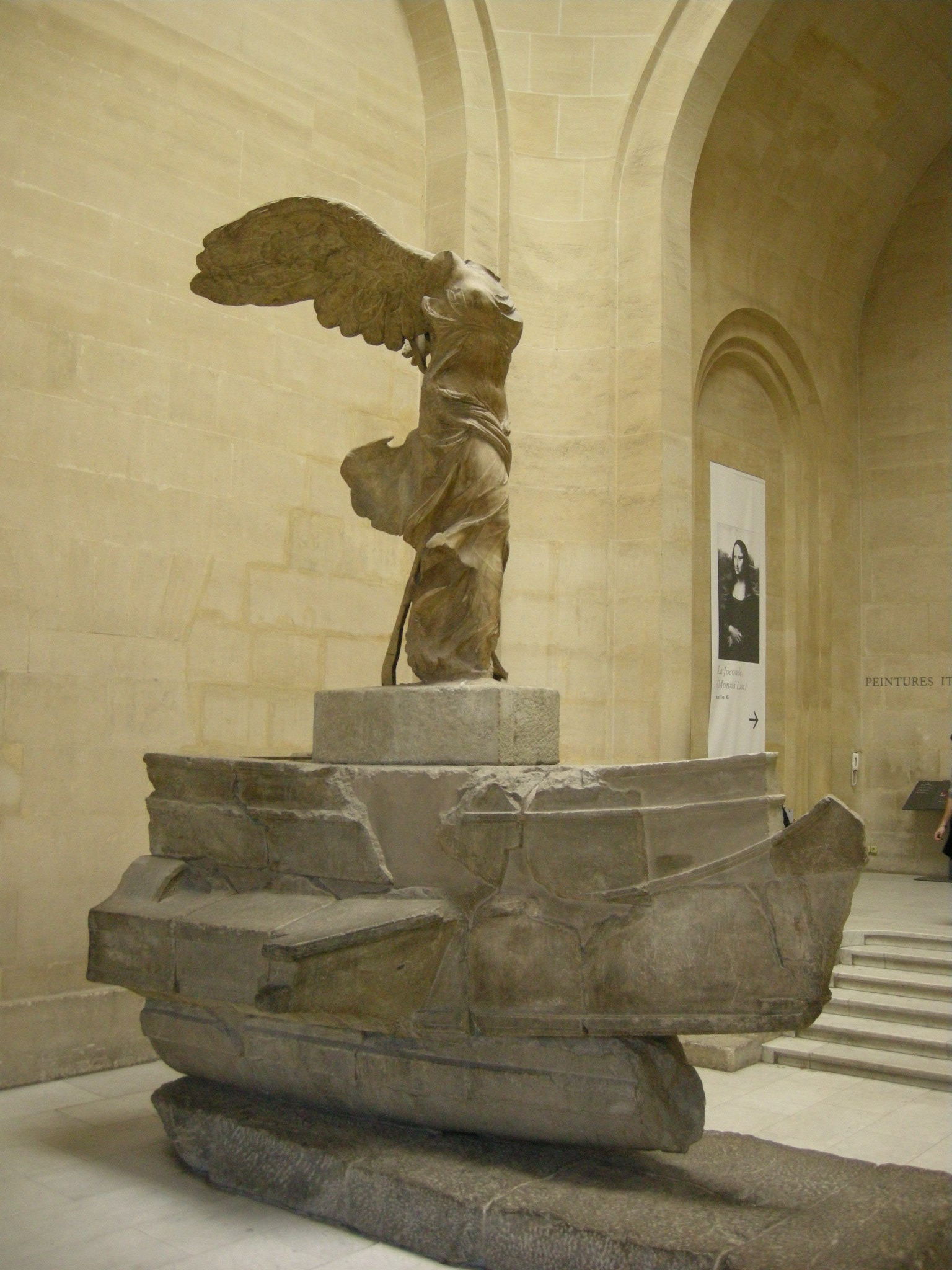
Die Nike von Samothrake im Museum des Louvre, Paris.

In der älteren kunsthistorischen Forschung vertrat besonders Otto Benndorf die Ansicht, dass die Nike von Samothrake, eine der berühmtesten Plastiken aus hellenistischer Zeit, ein Weihegeschenk (Anathem) des Demetrios Poliorketes an das Heiligtum der Kabirengottheiten auf der Insel Samothrake war, zum Gedenken an seinen Sieg bei Salamis. Die Münzprägung des Demetrios wird dabei als Grundlage dieser Theorie herangezogen. Von seinem Glauben, in der Schlacht durch die Einwirkung der Nike (altgriechisch Νίκη) begünstigt worden zu sein, zeugen ihre Darstellungen auf zahlreicher seiner Münzen, welche die Siegesgöttin mit weit geöffneten Flügeln, Trompete blasend und Signalmastzeichen haltend auf dem Bug eines Schiffes stehend zeigen. Die Rückseiten der betreffenden Münzen zeigen stets einen zum Wurf seines Dreizacks bereiten Poseidon mit der Prägung ΒΑΣΙΛΕΩΣ ΔΗΜΗΤΡΙΟΥ (deut: Basileus Demetrios), gelegentlich ergänzt mit einer Darstellung des Sterns von Vergina. Ebendiese Motive hatte Demetrios zuerst in Salamis auf Zypern auf seine Münzen schlagen lassen, später aber auch in den Prägestätten von Pella und Amphipolis, als er König von Makedonien war. In seiner Herrschaftszeit (294 bis 287 v. Chr.) habe er die Nike-Statue für das nahe Heiligtum von Samothrake in Auftrag geben können. Auch sie zeigte die Göttin am Bug eines antiken Schiffes mit geblähten Flügeln im Fahrtwind stehend.
Nach eingehender Untersuchungen wird diese Theorie mittlerweile weitgehend verworfen. Vor allem weil sich Samothrake zu Lebzeiten des Demetrios im Herrschaftsbereich seines Feindes Lysimachos befand lässt es eher unwahrscheinlich erscheinen, dass er dort je ein Zeichen seines Sieges hatte errichten können. Stattdessen wird die Entstehung der Plastik mit dem Sieg des Antigonos II. Gonatas in der Seeschlacht von Kos (um 263 v. Chr.) oder gar mit dem des weißen Kleitos in der Seeschlacht bei Amorgos (322 v. Chr.) in Verbindung gebracht.